# Строгановка
Строгановка (на украински: Строганівка) е село в южна Украйна, част от Ботевски селски съвет в Приазовски район на Запорожка област. Населението му е около 596 души (2001).
Разположено е на 4 m надморска височина в Черноморската низина, на 2 km северозападно от брега на Азовско море и на 42 km югоизточно от град Мелитопол. Селото е основано през 1861 година от български преселници от преминалата на румънска територия част от Южна Бесарабия.